# NGC 1141
NGC 1141 (ook wel NGC 1143) is een ringvormig sterrenstelsel in het sterrenbeeld Walvis. Het hemelobject werd op 5 oktober 1864 ontdekt door de Duitse astronoom Albert Marth.

## Synoniemen
- NGC 1143
- PGC 11007
- ZWG 389.46
- UGC 2388
- VV 331
- MCG 0-8-47
- Arp 118
- KCPG 83A